# Брдце (Матулі)
Брдце (хорв. Brdce) — населений пункт у Хорватії, у Приморсько-Горанській жупанії у складі громади Матулі.

## Населення
Населення за даними перепису 2011 року становило 67 осіб.
Динаміка чисельності населення поселення:

## Клімат
Середня річна температура становить 9,32 °C, середня максимальна – 21,47 °C, а середня мінімальна – -4,00 °C. Середня річна кількість опадів – 1527 мм.
| Клімат поселення                              | Клімат поселення | Клімат поселення | Клімат поселення | Клімат поселення | Клімат поселення | Клімат поселення | Клімат поселення | Клімат поселення | Клімат поселення | Клімат поселення | Клімат поселення | Клімат поселення | Клімат поселення |
| Показник                                      | Січ.             | Лют.             | Бер.             | Квіт.            | Трав.            | Черв.            | Лип.             | Серп.            | Вер.             | Жовт.            | Лист.            | Груд.            |                  |
| Середній максимум, °C                         | 6,64             | 7,00             | 9,50             | 13,56            | 17,29            | 20,93            | 20,81            | 21,47            | 17,60            | 13,20            | 7,80             | 5,14             |                  |
| Середня температура, °C                       | 1,32             | 1,68             | 4,18             | 8,24             | 11,96            | 15,62            | 17,95            | 18,62            | 14,72            | 10,33            | 4,93             | 2,28             |                  |
| Середній мінімум, °C                          | −4               | −3,63            | −1,15            | 2,92             | 6,66             | 10,29            | 15,10            | 15,74            | 11,87            | 7,46             | 2,07             | −0,57            |                  |
| Норма опадів, мм                              | 112              | 94               | 112              | 123              | 111              | 137              | 95               | 114              | 134              | 164              | 182              | 149              |                  |
| Середньомісячна швидкість вітру, м/с          | 2.49             | 2.72             | 2.82             | 2.73             | 2.50             | 2.39             | 2.28             | 2.32             | 2.33             | 2.57             | 2.69             | 2.66             |                  |
| Середньомісячна сонячна радіація, кДж/м²·день | 4454             | 7357             | 10468            | 14649            | 18781            | 20341            | 21373            | 18209            | 13575            | 8967             | 4828             | 3734             |                  |
| --------------------------------------------- | ---------------- | ---------------- | ---------------- | ---------------- | ---------------- | ---------------- | ---------------- | ---------------- | ---------------- | ---------------- | ---------------- | ---------------- | ---------------- |
| Джерело:                                      |                  |                  |                  |                  |                  |                  |                  |                  |                  |                  |                  |                  |                  |